# 益田金鐘
益田 金鐘（ますだ の こんしょう、生没年不詳）は、飛鳥時代の豪族。姓は直。

## 経歴
益田氏には、東大寺大仏殿の造立に功績があり、後に連姓を賜与される大工の益田縄手などがおり、東大寺の前身が「金鐘寺」であることから、姓は異なるが、金鐘も東大寺に関連の深い一族の出身であったものと見られる。
仏教の在家信者（優婆塞）であり、『日本書紀』巻第二十九によると、天武天皇14年（685年）、百済からの渡来人の僧侶の法蔵とともに美濃（岐阜県南部）に派遣され、病気の天皇のために白朮（オケラ）を煎じた。これによって絁・綿・布をあたえられた。同年11月、法蔵法師とともに、前月に煎じたものを献上している。同じ日に天皇のために招魂（みたまふり、魂が遊離しないように人の体の中に鎮め、長寿を祈る祭）が行われている。
『日本霊異記』中巻に語られている金鷲（こんす）行者は、彼が伝説化したものだと言われている。